# (473) Nolli
(473) Nolli ist ein Asteroid des Hauptgürtels, der am 13. Februar 1901 vom deutschen Astronomen Max Wolf in Heidelberg entdeckt wurde.
Der Name ist von dem Spitznamen eines Kleinkindes in der Familie des Entdeckers abgeleitet.